# Albert Torras Crespo
Albert Torras Crespo (Vallgorguina, Barcelona, Cataluña, España, 13 de junio de 1996), deportivamente conocido como Torras, es un futbolista español. Se desempeña en la posición de mediocentro ofensivo y su actual equipo es el CD Calahorra de la Primera División RFEF.

## Trayectoria
Formado en la cantera del Espanyol, F. C. Barcelona y Wolverhampton Wanderers, pasaría posteriormente por los filiales del Málaga, Huesca y Zaragoza, llegando a debutar en 2019 en el primer equipo del club blanquillo. Tras acabar contrato con el filial zaragocista, volvería a fichar por un equipo filial del Huesca, ya que antes del Deportivo Aragón, el Almudévar, club del que provendría sería el filial del club oscense. En esta última etapa el filial sería la Sociedad Deportiva Ejea.
En la temporada 2021-22, firma por el S. C. R. Peña Deportiva de la Segunda División RFEF.
El 28 de enero de 2022, firma por el CD Calahorra de la Primera División RFEF.

## Clubes
| Club                     | País   | Año       |
| ------------------------ | ------ | --------- |
| Atlético Malagueño       | España | 2015-2016 |
| A. D. Almudévar          | España | 2016-2017 |
| Deportivo Aragón         | España | 2017-2019 |
| S. D. Ejea               | España | 2019-2021 |
| Lleida Esportiu          | España | 2021      |
| S. C. R. Peña Deportiva  | España | 2021-2022 |
| Club Deportivo Calahorra | España | 2022-     |